# Rut (canción)
«Rut» es una canción de la banda de rock estadounidense The Killers de su quinto álbum de estudio, Wonderful Wonderful (2017). Fue lanzado el 9 de diciembre de 2017 como el tercer sencillo. El 9 de enero de 2018, se lanzó un vídeo musical para acompañar el sencillo, dirigido por Danny Drysdale.

## Letra
La canción representa el llanto por ayuda de la esposa de Brandon Flowers, afectada por un trastorno de estrés postraumático causado por un incidente que ocurrió durante su infancia. Se canta desde su perspectiva. Los efectos de voz al principio y al final de la canción pretenden hacer que la voz de Flowers suene femenina.